# Ernest Caylus
Pour les articles homonymes, voir Caylus.
Jean-Baptiste Ernest Caylus, né le 17 avril 1813 à Paris  et mort en mars 1878 à New York, est un journaliste, homme d'affaires et haut fonctionnaire français, républicain deux fois réfugié à New York.  

## Biographie
Ernest est le fils de Pierre Martin Caylus, pharmacien à Paris, et de Jeanne Marie Ferdinande Gannal, la sœur de Jean-Nicolas Gannal.   
Ernest Caylus entre à l'École polytechnique en 1831. Il est, avec Latrade, un des 27 élèves de l’École polytechnique compromis dans les affaires d'avril 1834, et il se refugie avec Latrade à New York. Il y est employé dans le commerce, puis il fonde son propre commerce. Il est à New York correspondant du National. Le 23 novembre 1844, il épouse Thérèse de Ruyter (1819-1879), la fille de John de Ruyter, descendant de l’amiral Michiel de Ruyter (1607-1676).
À la révolution française de 1848, il retourne en France, où son ancien condisciple Latrade est devenu commissaire général de la République pour la Dordogne et la Gironde. Caylus est nommé le 2 juin 1848 préfet de la Dordogne, le premier préfet de la Deuxième République dans ce département. Le 31 octobre 1848, il est nommé préfet de la Marne.  
Mais le 31 décembre, après l'élection de Louis-Napoléon Bonaparte, Caylus démissionne et devient directeur du National, journal républicain fondé en 1830. Après le coup d'État du 2 décembre 1851, Caylus risque d'être emprisonné et il fuit de Paris par Le Havre en Angleterre. En 1852 il est de retour à New York. Il fonde avec son beau-père l'entreprise Caylus, de Ruyter & Co, qui devient par la suite E.Caylus, Bechet & Co. Il était le premier président du French Benevolent Society of New York, membre de la Chambre de Commerce et membre du Board of Éducation. Il est nommé vers 1870 consul général de France à New York, mais cette nomination demeure sans suite. Il reste à New York jusqu'à sa mort en mars 1878. Il laisse deux filles, Thérèse et Louise .

## Œuvre
- 1859 : « Politique extérieure des États-Unis. Doctrine Monroe ».